# Joaquim Moncks
Joaquim Moncks (Pelotas, 29 de setembro de 1946) é um poeta, ativista cultural e escritor gaúcho.
Nascido em Pelotas, tem a cidade de Canguçu como segunda terra-natal, porque foi aí que iniciou sua carreira militar.

## Formação
- Tenente-Coronel da Brigada Militar, Polícia Militar do Rio Grande do Sul, na reserva;[4]
- Advogado;
- Professor de Criminologia, Direito Processual Penal Militar.[2]

## Vida política
- Deputado Estadual pelo Rio Grande do Sul (1989)

## Vida literária
Membro de várias entidades literárias, mormente no Rio Grande do Sul:
- Academia Rio-grandense de Letras[nota 1]
- Academia Sul-brasileira de Letras[4]
- Casa do Poeta Sul-riograndense
- Casas de Poetas do Brasil[nota 2][5]
- Academia Literária Gaúcha
- Parthenon Literário
- Estância da Poesia Crioula
- Academia Brigadiana de História, Artes, Ciências e Letras – ABRHACEL[nota 3]

Além das atividades nas entidades literárias e culturais, Joaquim Moncks divulga seus textos literários no portal Recanto das Letras
Faço versos com a memória do real
e a impotência dos registros.
E fico me atormentando
com as lembranças.

## Obras publicadas
- Ensaio Livre, 1973;
- Força Centrífuga, 1979;
- Itinerário, 1983;
- O Eu Aprisionado, 1986;
- O Sótão do Mistério, 1992;
- O Poço das Almas, 2000;
- Ovo de Colombo, 2005;
- Confessionário – Diálogos Entre Prosa e Poesia (2008);[6]
- Bula de Remédio (2010)[2]
- A maçã na cruz, Poesia conceitual & algum cotidiano, 2022[5]